# Starogotlandština

Přibližný rozsah staré severštiny a příbuzných jazyků na počátku 10. století
západní stará severština
východní stará severština
Starogotlandština
stará angličtina
krymská gótština
Ostatní germánské jazyky s nimiž si stará severština ještě zachovala určitou vzájemnou srozumitelnost

Starogotlandština (švédsky forngutniska) byla jedním z dialektů staré severštiny, jímž se mluvilo na ostrově Gotland. Vykazuje jisté odlišnosti od starovýchodoseverských dialektů staré švédštiny a staré dánštiny, a proto byla řazena do samostatné jazykové větve. Místní gotlandský dialekt je v současné době odvozován od starogotlandštiny, nemalou měrou však do vývoje zasáhla také švédština. Moderní gotlandština zahrnuje mnoho variant.
Základ Gut je identický s Goth (Gót), a proto je obvyklé naznačovat podobnosti mezi gotlandštinou a gótštinou. Asi nejznámějším příkladem podobnosti obou jazyků slouží označení pro dospělou i mladou ovci jako jehně. Podobné jazykové úkazy vedly vědce jako jsou Elias Wessén nebo Dietrich Hofmann k domněnkám o výrazné blízkosti obou zmíněných jazyků.
Staronorská dvojhláska au (např. ve slově auga – oko) zůstává ve starogotlandštině i starozápadoseverštině, zatímco ve staré švédštině, s výjimkou okrajových dialektů, se mění na ố (např. dlouhé ô = ǫ, ốga). Stejně tak dvojhláska ai (např. ve slově bain – kost) ve starogotlandštině, mění svůj tvar ve starozápadoseverštině na ei (bein) a ve staré švédštině se z dvojhlásky stává é (bén). Podobně starozápadoseverština disponovala dvojhláskou ey, která měla svůj odraz ve starovýchodoseverštině jako ǿ a ve starogotlandštině jako oy.
| pragermánština                               | starogotlandština | starozápadoseverština | stará švédština | stará dánština |
| *augon (oko) *baino (kost) *hauzjan (slyšet) | auga bain hoyra   | auga bein heyra       | ốga bén hǿra    | ǿga bén hǿra   |

Nejvíce informací o starogotlandštině máme ze spisu Gutasaga.

## Ukázka z jazyka
Citace:
Þissi þieluar hafþi ann sun sum hit hafþi. En hafþa cuna hit huita stierna þaun tu bygþu fyrsti agutlandi fyrstu nat sum þaun saman suafu þa droymdi hennj draumbr. So sum þrir ormar warin slungnir saman j barmj hennar Oc þytti hennj sum þair scriþin yr barmi hennar. þinna draum segþi han firi hasþa bonda sinum hann riaþ dravm þinna so. Alt ir baugum bundit bo land al þitta warþa oc faum þria syni aiga. þaim gaf hann namn allum o fydum. guti al gutland aigha graipr al annar haita Oc gunfiaun þriþi. þair sciptu siþan gutlandi i þria þriþiunga. So at graipr þann elzti laut norþasta þriþiung oc guti miþal þriþiung En gunfiaun þann yngsti laut sunnarsta. siþan af þissum þrim aucaþis fulc j gutlandi som mikit um langan tima at land elptj þaim ai alla fyþa þa lutaþu þair bort af landi huert þriþia þiauþ so at alt sculdu þair aiga oc miþ sir bort hafa sum þair vfan iorþar attu.
Normalizovaný, staroseverský pravopis:
Þissi Þjelvar hafði ann sun sum hít Hafði. En Hafða kuna hít Hvíta Stjerna. Þaun tú byggðu fyrsti á Gutlandi. Fyrstu nátt sum þaun saman sváfu þá droymdi henni draumr; só sum þrír ormar varin slungnir saman í barmi hennar, ok þýtti henni sum þair skriðin ýr barmi hennar. Þinna draum segði han firi Hafða bónda sínum. Hann raið draum þinna só: "Alt ir baugum bundit, bóland al þitta varða uk fáum þría syni aiga." Þaim gaf hann namn, allum ófýddum; Guti, al Gutland aiga; Graipr, al annar haita; ok Gunnfjaun þriði. Þair skiptu síðan Gutlandi í þría þriðjunga, só at Graipr þann eldsti laut norðasta þriðjung, ok Guti miðal þriðjung, en Gunnfjaun þann yngsti laut sunnarsta. Síðan, af þissum þrim aukaðis fulk í Gutlandi sum mikit um langan tíma at land elpti þaim ai alla fýða. Þá lutaðu þair bort af landi hvert þriðja þjauð só at alt skuldu þair aiga ok mið sír bort hafa sum þair ufan jorðar áttu.
Překlad:
Thielvar měl syna jménem Hafthi. A Hafthiho žena se jmenovala Bílá hvězda. Tito dva byly prvními osadníky na Gotlandu. Když na ostrově spali první noc, žena měla sen o třech hadech ležících v jejím klíně. Pověděla o tom Hafthimu. Vyložil si její sen a pravil: "Vše je spojené náramky, ostrov bude osídlen a ty budeš mít tři syny". Přestože ještě nebyli na světě, pojmenoval je Guti, který bude vlastníkem ostrova, Graip a Gunfiaun. Synové rozdělili ostrov na tři oblasti a Graip, jenž byl nejstarší z nich, obdržel sever, Guti střed a Gunfjaun, nejmladší, získal jižní třetinu. Po dlouhém čase stali se jejich potomci natolik početnými, že je ostrov všechny neunesl. Každý třetí ostrovan musel odejít. Kromě své země si mohl každý odnést vše, co chtěl.